# Vârtoapele de Jos, Teleorman
Vârtoapele de Jos este un sat în comuna Vârtoape din județul Teleorman, Muntenia, România. Se află în partea de nord a județului,  în Câmpia Găvanu-Burdea. La recensământul din 2002 avea o populație de 1.165 locuitori. Stație de cale ferată.